# Karin Enke
Karin Enke, również Karin Busch, Karin Kania, Karin Enke-Richter (ur. 20 czerwca 1961 w Dreźnie) – niemiecka panczenistka, wielokrotna medalistka olimpijska i wielokrotna medalistka mistrzostw świata, a także zdobywczyni Pucharu Świata.

## Nazwisko
Pod panieńskim nazwiskiem Enke startowała do końca sezonu 1980/1981. W 1981 roku po raz pierwszy wyszła za mąż i w sezonie 1981/1982 startowała pod nazwiskiem Karin Busch. Małżeństwo to nie trwało długo i w sezonach 1982/1983 i 1983/1984 wróciła do nazwiska panieńskiego. W 1984 roku wyszła za mąż po raz drugi, za swojego trenera Rudolfa Kanię, zmieniając nazwisko na Karin Kania. Pod tym nazwiskiem występowała do zakończenia kariery w 1988 roku. Po zakończeniu kariery jeszcze raz wyszła za mąż, przyjmując nazwisko Karin Enke-Richter. Obecnie jest rozwiedziona, ma jedną córkę.

## Kariera

### Początki
Początkowo Karin Enke uprawiała łyżwiarstwo figurowe. W 1977 roku wystąpiła na mistrzostwach Europy w łyżwiarstwie figurowym w Helsinkach, zajmując dziewiąte miejsce wśród solistek. Pod koniec lat 70. skoncentrowała się jednak na łyżwiarstwie szybkim.

### Igrzyska olimpijskie
W 1980 roku wystartowała na igrzyskach olimpijskich w Lake Placid zwyciężając w biegu na 500 m. W zawodach tych wyprzedziła bezpośrednio Amerykankę Leę Mueller-Poulos oraz Natalję Pietrusiową z ZSRR. Dwa dni później była czwarta na dwukrotnie dłuższym dystansie, przegrywając walkę o medal ze swą rodaczką, Sylvią Albrecht. Najlepsze wyniki osiągnęła cztery lata później, podczas igrzysk olimpijskich w Sarajewie, gdzie zdobyła cztery medale. W biegach na 1000 i 1500 m była najlepsza, a na dystansach 500 i 3000 m zajmowała drugie miejsce. W biegu na 500 m wyprzedziła ją Christa Rothenburger z NRD, a w najdłuższym biegu zwyciężyła kolejna reprezentantka NRD - Andrea Schöne. W pierwszym starcie na rozgrywanych w 1988 roku igrzyskach w Calgary zajęła trzecią pozycję w biegu na 500 m. Lepsze okazały się Bonnie Blair z USA oraz Christa Rothenburger. W dwóch kolejnych startach, na 1000 i 1500 m, zdobyła srebrne medale. W pierwszym przypadku zwyciężyła Rothenburger, a w drugim najlepsza była Yvonne van Gennip z Holandii. Wystartowała także na 3000 m, kończąc rywalizację na czwartej pozycji. W walce o podium lepsza była kolejna reprezentantka NRD, Gabi Zange. Bieg ten był jej ostatnim występem olimpijskim.

### Mistrzostwa świata i Europy
Starty na wielobojowych mistrzostwach świata rozpoczęła od zajęcia siedemnastego miejsca podczas mistrzostw świata w Hamar w 1980 roku. Na imprezach tego cyklu startowała jeszcze siedmiokrotnie, za każdym razem zdobywając medal. Na MŚ w Inzell (1982), MŚ w Deventer (1984), MŚ w Hadze (1986), MŚ w West Allis (1987) oraz MŚ w Skien (1988) zdobywała złote medale, a podczas MŚ w Sainte-Foy (1981) i MŚ w Karl-Marx-Stadt (1983) zajmowała drugie miejsce. W 1981 roku pokonała ją tylko Natalja Pietrusiowa, a dwa lata później zwyciężyła Andrea Schöne.
Enke ośmiokrotnie startowała na mistrzostwach świata w wieloboju sprinterskim. W tej konkurencji zdobyła sześć złotych medali, na MŚ w West Allis (1980), MŚ w Grenoble (1981), MŚ w Helsinkach (1983), MŚ w Trondheim (1984), MŚ w Karuizawie (1986) i MŚ w Sainte-Foy (1987), a na MŚ w Alkmaar (1982) oraz MŚ w West Allis (1988) zdobywała srebrne medale.
Zdobywała ponadto srebrne medale na trzech edycjach mistrzostw Europy w wieloboju: ME w Heerenveen w 1981 roku, ME w Heerenveen w 1982 roku oraz podczas rozgrywanych rok później ME w Heerenveen.

### Puchar Świata
Karin Enke wielokrotnie stawała na podium zawodów Pucharu Świata, odnosząc przy tym 21. zwycięstw. Ośmiokrotnie stawała na podium klasyfikacji końcowej, najlepszy wynik osiągając w sezonie 1985/1986, kiedy zwyciężyła w klasyfikacji 1000 m. W tym samym sezonie była też druga w klasyfikacjach 500 i 1500 m oraz trzecia w klasyfikacji 3000 m/5000 m. Ponadto w sezonie 1987/1988 zajmowała trzecie miejsce w klasyfikacjach 500, 1000 i 3000 m/5000 m, a w klasyfikacji 1500 m była druga. Do dziś pozostaje dwunastą zawodniczką w historii pod względem wygranych zawodów PŚ.

## Doping
Po sukcesach w 1984 roku Enke była podejrzewana o stosowanie dopingu. Niemka nigdy oficjalnie się nie przyznała, jednak w 2003 roku odmówiła współpracy z komisją antydopingową w celu ustalenia, czy w reprezentacji NRD stosowano zabronione środki. W 2010 roku na podstawie akt Ministerstwa Bezpieczeństwa Państwowego NRD (Stasi) ustalono, iż Enke przyjmowała hormon powodujący wzrost masy mięśniowej.
Ustanowiła łącznie 16 rekordów świata.